# Campionato sudamericano per club 2023 (pallavolo maschile)
Il campionato sudamericano per club 2023, 14ª edizione del campionato sudamericano per club di pallavolo maschile, si è svolto dal 15 al 19 marzo 2023 ad Araguari, in Brasile: al torneo hanno partecipato nove squadre di club sudamericane e la vittoria finale è andata per la nona volta, la settima consecutiva, al Sada.

## Impianti
| |  |  |
| |  |  |
| Ginásio Poliesportivo General Mário Brum Negreiros Città: Araguari Capienza: 2 200 Anno d'apertura: 1982 |  |  |

## Regolamento

### Formula
La formula ha previsto:
- Fase a gironi, disputata con girone all'italiana: le prime classificate di ogni girone e la migliore seconda classificata hanno acceduto alla fase finale per il primo posto, le due peggiori seconde classificate hanno acceduto alla finale per il quinto posto, mentre le due migliori ultime classificate hanno acceduto alla finale per il settimo posto.
- Fase finale, disputata con:
  - Finale per il settimo posto.
  - Finale per il quinto posto.
  - Semifinali, finale per il terzo posto e finale.

### Criteri di classifica
Se il risultato finale è stato di 3-0 o 3-1 sono stati assegnati 3 punti alla squadra vincente e 0 a quella sconfitta, se il risultato finale è stato di 3-2 sono stati assegnati 2 punti alla squadra vincente e 1 a quella sconfitta.
L'ordine del posizionamento in classifica è stato definito in base a:
- Punti;
- Numero di partite vinte;
- Ratio dei set vinti/persi;
- Ratio dei punti realizzati/subiti.

## Squadre partecipanti
| Squadra  | Qualificazione                                   |
| -------- | ------------------------------------------------ |
| Ciudad   | Vincitrice Coppa Argentina 2022                  |
| Policial | 3ª in Liga Argentina de Voleibol 2021-22         |
| UPCN     | Vincitrice Liga Argentina de Voleibol 2021-22    |
| Olympic  | Vincitrice Super Liga Boliviana de Voleibol 2022 |
| ABCD     | Squadra organizzatrice                           |
| Minas    | 2ª in Superliga Série A 2021-22                  |
| Sada     | Vincitrice Superliga Série A 2021-22             |
| Murano   | Vincitrice Liga Nacional A1 2022                 |
| Bohemios | Vincitrice Super Liga Uruguaya de Voleibol 2022  |

## Torneo

### Fase a gironi
| Girone A | Girone B | Girone C |
| -------- | -------- | -------- |
| Policial | Ciudad   | UPCN     |
| Sada     | Olympic  | Minas    |
| Bohemios | ABCD     | Murano   |

#### Girone A

##### Risultati
| 15 marzo 2023 Ginásio Poliesportivo Negreiros, Araguari Durata: ? - Spettatori: ? | Sada     | 3 - 0 | Bohemios | 25-9, 25-9, 25-12          |
| 16 marzo 2023 Ginásio Poliesportivo Negreiros, Araguari Durata: ? - Spettatori: ? | Sada     | 3 - 0 | Policial | 25-17, 25-17, 25-22        |
| 17 marzo 2023 Ginásio Poliesportivo Negreiros, Araguari Durata: ? - Spettatori: ? | Bohemios | 1 - 3 | Policial | 12-25, 15-25, 25-23, 15-25 |

##### Classifica
| Pos. | Squadra  | Pt | G | V | P | SV | SP | Ratio | PF  | PS  | Ratio |
| ---- | -------- | -- | - | - | - | -- | -- | ----- | --- | --- | ----- |
| 1.   | Sada     | 6  | 2 | 2 | 0 | 6  | 0  | MAX   | 150 | 86  | 1,744 |
| 2.   | Policial | 3  | 2 | 1 | 1 | 3  | 4  | 0,750 | 158 | 140 | 1,128 |
| 3.   | Bohemios | 0  | 2 | 0 | 2 | 1  | 6  | 0,166 | 95  | 173 | 0,549 |

      Qualificata alle semifinali per il primo posto.
      Qualificata alla finale per il quinto posto.
      Qualificata alla finale per il settimo posto.

#### Girone B

##### Risultati
| 15 marzo 2023 Ginásio Poliesportivo Negreiros, Araguari Durata: ? - Spettatori: ? | ABCD   | 3 - 0 | Olympic | 25-14, 25-14, 25-13        |
| 16 marzo 2023 Ginásio Poliesportivo Negreiros, Araguari Durata: ? - Spettatori: ? | Ciudad | 3 - 0 | Olympic | 25-14, 25-18, 25-21        |
| 17 marzo 2023 Ginásio Poliesportivo Negreiros, Araguari Durata: ? - Spettatori: ? | ABCD   | 1 - 3 | Ciudad  | 30-32, 21-25, 25-21, 21-25 |

##### Classifica
| Pos. | Squadra | Pt | G | V | P | SV | SP | Ratio | PF  | PS  | Ratio |
| ---- | ------- | -- | - | - | - | -- | -- | ----- | --- | --- | ----- |
| 1.   | Ciudad  | 6  | 2 | 2 | 0 | 6  | 1  | 6,000 | 178 | 152 | 1,171 |
| 2.   | ABCD    | 3  | 2 | 1 | 1 | 4  | 3  | 1,333 | 174 | 144 | 1,208 |
| 3.   | Olympic | 0  | 2 | 0 | 2 | 0  | 3  | 0,000 | 94  | 150 | 0,626 |

      Qualificata alle semifinali per il primo posto.
      Qualificata alla finale per il settimo posto.

#### Girone C

##### Risultati
| 15 marzo 2023 Ginásio Poliesportivo Negreiros, Araguari Durata: ? - Spettatori: ? | Minas | 3 - 0 | UPCN   | 25-21, 25-16, 25-20 |
| 16 marzo 2023 Ginásio Poliesportivo Negreiros, Araguari Durata: ? - Spettatori: ? | Minas | 3 - 0 | Murano | 25-20, 25-17, 25-16 |
| 17 marzo 2023 Ginásio Poliesportivo Negreiros, Araguari Durata: ? - Spettatori: ? | UPCN  | 3 - 0 | Murano | 25-11, 25-8, 25-15  |

##### Classifica
| Pos. | Squadra | Pt | G | V | P | SV | SP | Ratio | PF  | PS  | Ratio |
| ---- | ------- | -- | - | - | - | -- | -- | ----- | --- | --- | ----- |
| 1.   | Minas   | 6  | 2 | 2 | 0 | 6  | 0  | MAX   | 150 | 110 | 1,363 |
| 2.   | UPCN    | 3  | 2 | 1 | 1 | 3  | 3  | 1,000 | 132 | 109 | 1,211 |
| 3.   | Murano  | 0  | 2 | 0 | 2 | 0  | 6  | 0,000 | 88  | 150 | 0,586 |

      Qualificata alle semifinali per il primo posto.
      Qualificata alla finale per il quinto posto.

### Fase finale

#### Finale 1º e 3º posto
|  | Semifinali | Semifinali | Semifinali |       |    | Finale          | Finale          | Finale          |  |
|  |            |            |            |       |    |                 |                 |                 |  |
|  | 1A         | Sada       | 3          |       |    |                 |                 |                 |  |
|  | 1A         | Sada       | 3          |       |    |                 |                 |                 |  |
|  | 2B         | ABCD       | 0          |       |    |                 |                 |                 |  |
|  | 2B         | ABCD       | 0          |       | 1A | Sada            | 3               |                 |  |
|  |            |            |            |       | 1A | Sada            | 3               |                 |  |
|  |            |            | 1C         | Minas | 1  |                 |                 |                 |  |
|  | 1B         | Ciudad     | 1C         | Minas | 1  | 1               |                 |                 |  |
|  | 1B         | Ciudad     |            |       |    | 1               |                 |                 |  |
|  | 1C         | Minas      | 3          |       |    | Finale 3º posto | Finale 3º posto | Finale 3º posto |  |
|  | 1C         | Minas      | 3          |       |    |                 |                 |                 |  |
|  |            |            |            |       |    |                 |                 |                 |  |
|  |            |            |            |       |    | 2B              | ABCD            | 3               |  |
|  |            |            |            |       |    | 2B              | ABCD            | 3               |  |
|  |            |            |            |       |    | 1B              | Ciudad          | 2               |  |

##### Semifinali
| 18 marzo 2023 Ginásio Poliesportivo Negreiros, Araguari Durata: ? - Spettatori: ? | Sada   | 3 - 0 | ABCD  | 25-15, 25-15, 25-21       |
| 18 marzo 2023 Ginásio Poliesportivo Negreiros, Araguari Durata: ? - Spettatori: ? | Ciudad | 1 - 3 | Minas | 19-25, 9-25, 25-23, 20-25 |

##### Finale 3º posto
| 19 marzo 2023 Ginásio Poliesportivo Negreiros, Araguari Durata: ? - Spettatori: ? | ABCD | 3 - 2 | Ciudad | 25-22, 20-25, 25-16, 18-25, 15-13 |

##### Finale
| 19 marzo 2023 Ginásio Poliesportivo Negreiros, Araguari Durata: ? - Spettatori: ? | Sada | 3 - 1 | Minas | 25-22, 25-19, 22-25, 25-17 |

#### Finale 5º posto
| 18 marzo 2023 Ginásio Poliesportivo Negreiros, Araguari Durata: ? - Spettatori: ? | UPCN | 3 - 0 | Policial | 25-23, 25-21, 25-20 |

#### Finale 7º posto
| 18 marzo 2023 Ginásio Poliesportivo Negreiros, Araguari Durata: ? - Spettatori: ? | Bohemios | 2 - 3 | Olympic | 25-18, 20-25, 26-28, 25-22, 12-15 |

## Classifica finale
| Pos | Squadre  | Qualificazione                    |
| --- | -------- | --------------------------------- |
|     | Sada     | Campionato mondiale per club 2023 |
|     | Minas    | Campionato mondiale per club 2023 |
|     | ABCD     |                                   |
| 4   | Ciudad   |                                   |
| 5   | UPCN     |                                   |
| 6   | Policial |                                   |
| 7   | Olympic  |                                   |
| 8   | Bohemios |                                   |
| 9   | Murano   |                                   |

## Premi individuali
| Premio                | Nome                | Squadra |
| --------------------- | ------------------- | ------- |
| MVP                   | Miguel Ángel López  | Sada    |
| Miglior palleggiatore | William Arjona      | Minas   |
| Miglior opposto       | Welinton Oppenkoski | Sada    |
| Miglior schiacciatore | Bruno Temponi       | ABCD    |
| Miglior schiacciatore | Facundo Conte       | Ciudad  |
| Miglior centrale      | Lucas Saatkamp      | Sada    |
| Miglior centrale      | Luis Estrada        | Minas   |
| Miglior libero        | Maique Nascimento   | Minas   |